# Garten of banban
『Garten of banban』（ガーテン オブ バンバン）は、Euphoric Brothersによって開発・販売されたホラーゲームシリーズ。
2025年3月現在、チャプター0〜4、6〜7がリリースされている（チャプター5は2025年3月現在開発中、チャプター8は2025年3月開発中）。
『Poppy Playtime』のフォロワーゲームであるとの指摘があり（いわゆるマスコットホラー）、ゲーム性が類似している。
ホラーゲームだが子供用としても開発されており、推奨年齢は6歳以上である。

## ゲーム性
本作では、プレイヤーだけでなく、ドローンを使用してゲームを進める。ドローンをリモコンで操作して、ボタンを押したり壁を破壊することで、ギミックを作動させることができる。
また、チャプター7からは特定のモニターを操作することで、ドローン視点でドローンを操作できるようになる。

## ストーリー
出典はfandom wiki。
Enter Banban’s Kindergarten, and you’re sure to make some friends.
Explore the most obscure levels of Banban's Kindergarten.
Survive the new deceives and mysteries that await you.
Uncover the truth behind the place, and find the whereabouts of your missing child…
Banbanの幼稚園に入れば、きっと友達ができます。
Banban の幼稚園の最重要機密の階層を探索してください。
待ち受ける新たな欺瞞と、謎から生き延びてください。
そこの背後にある真実を明らかにし、行方不明の子供の居場所を見つけてください...
子どもがこの幼稚園で行方不明になった親が、子供の居場所を探しに幼稚園を探索するというストーリーである。
ジバニウム実験によって生み出されたキャラクターたちを中心にストーリーが進行する。

## プレイヤーからの評価
ゲームとしては、Steamでは6/10、Google Playでは4/5の評価を得ている。
同じくサバイバルホラーゲームの『Poppy Playtime』のフォロワーゲームであり、同作、または同じくゲーム性が類似するRobloxのゲーム『Rainbow Friends』と対比して評価・解説が行われることが多い。
高度なグラフィック、ストーリー構成などから年齢層を問わず高い評価を得ているが、一方で「謎解きやミニゲームが長い」ことや「謎解きが単調」な点で『Poppy Playtime』よりも劣るという意見もある。

## キャラクター
出典はfandom wiki。

### バンバン（Banban）
チャプター1から登場。研究レポートでは「ケース6」と呼ばれる。全身が赤色で、性別は男性。背が高く、人型。頭の2本の角にパーティーハットを被っている。歯はなく、常に舌を出している。他のキャラクターと同様に、背中に縫い目のような跡がある。バンバンの幼稚園のメインマスコットであり、シリーズの大半を通してプレイヤーの味方。
自身を、ゲノムドナーの提供者であるウスマン・アダム博士だと思い込んでいる。
身体・精神ともに不安定であり、理性を失うこともある。理性を失うと、目が白くなり、鋭い牙を持つ邪悪な悪魔のような姿に変貌する。この姿のバンバンは、膵臓を渇望するモンスターであり、1 マイル離れたところから膵臓の匂いを嗅ぎ分けることも可能。人間の言葉を話す能力があるにもかかわらず、残酷で、狂気的で、野蛮である。
キャッチフレーズは「分かち合いは思いやり！あなたの膵臓は俺のもの！」だったが、途中で「分かち合いは思いやり！お前のものは俺のもの！（Sharing is caring! What’s yours is mine! ）」に変化する。

### バンバリーナ（Banbaleena）
チャプター1から登場する、幼稚園の先生。研究レポートでは「ケース7」と呼ばれる。性別は女性。頭の上に猫の耳のような角が生えている白い人型の生物。左の角には、ピンクのリボンがつけられている。ピンク色の目と、化粧で作られた、ピンク色の唇をもつ。ジャンプスケアの際には目が深紅に変わり、メイクが顔に流れ落ち、泣いているように見える。ダダドゥ卿による支配時には、肌が真っ黒になり、目とリボンは紫色に輝き、メイクも消える。
バスケットボールやボウリングのピン、傷ついたじょうろなどを生徒と思い込んでいる。クイズやテストを出題し、主人公が正答できないと襲いかかってくるが、オピラバードから助けてくれるなど、友好的な一面もある。また彼女がゲーム中で記した「∫☺ = ∞」という方程式は、プレイヤーの間で「笑顔は無限の幸福に等しい」ということを意味するのでは？と推測されている。
一見、生徒によく教えるために一生懸命に努力する熱心な教師のように見えるが、病的な性格と誇大妄想も持っている。短気で、プレイヤーが質問に間違った答えをしたり、勝手に教室を去ろうとしたりすると、プレイヤーに襲いかかる。
元気で明るい口調で話すことが多く、他人と話すときは礼儀正しくしようとするが、彼女のルールや行動に逆らう人には敵対的になる。チャプター4でシェリフ・トードスターに逮捕されている。トードスター アーカイブの彼女の説明によると、トードスターが彼女に立ち向かうとすぐに攻撃的になり、生徒の 1 人を探さなければならないと主張した。王国の診療所の部屋内では、彼女を落ち着かせるために周囲に 3 本のボウリングのピンが置かれている。
バンバンと同様に、自身をゲノム提供者であるウェバリー・メイソンだと思い込んでいる。
キャッチフレーズは、「優しさはタダだから、どこにでも振り撒きましょう！（Kindness is free, so sprinkle it everywhere! ）」。

### オピラ・バード（Opila Bird）
チャプター1から登場するピンク色の鳥で、性別は女性。タルタ・バードという番の鳥がおり、6匹の小鳥（オピラ・チック）達を持つ母親。縄張り意識が非常に強く、子供を守るためにプレイヤーを攻撃してくる。チャプター1において、プレイヤーによってボール・ピットの中に転落し、右目と顔に傷ができた。
キャッチフレーズは、「笑いは一番の薬だから、笑顔でいよう！（Laughter is the best medicine, so be sure to SMILE!）」

### ジャンボ・ジョシュ（Jumbo Josh）
チャプター1から登場する、緑色の巨大なモンスター。膨らんだ頭と短い足を持ち、常に笑顔。性別は男性。2本の腕は太く膨らみ、バンバンとは違い、多くの歯が描かれている。シェリフ・トードスターやシリンジョンたちからは、「緑のゴリラ（Green Gorilla）」と呼ばれることもある。また、左腕には血痕があり、子供の血だと考えられているが、作中では明確にされていない。
チャプター1の最後には、エレベーターにしがみついてその体重で破壊した。力が非常に強く、ゲーム内で現状最も強いモンスターであり、ダダドゥ卿やその軍団を1人でなぎ倒すこともできる。攻撃的だが知能は低く、チャプター4で野菜におびき寄せられてシェリフ・トードスターの罠にかかり、逮捕されている。
「ジャンボウォッチルーム」という自分のエリアを持ち、定期的に現れて中の物を監視している。少しでも変化（ドアが開いたままになっている、ブロックが正しい位置にない、ドローンが発見された。また、ホワイトボードにバンバリーナの方程式を見つけた場合。）があると、プレイヤーに襲いかかる。後に、バンバンとスティンガー フリンと戦うが、勝利する。
また、チャプター6以外のすべてのチャプターに登場し、登場している時間は作中2番目に長い（1番はオピラ・バード）。
野菜と果物が大好物で、キャッチフレーズは「野菜と果物を食べて私のように強くなりましょう！（Eat vegetables and fruits to become strong. LIKE ME!）」。

### スティンガー・フリン（Stinger Flynn）
チャプター1から登場。1つ目でオレンジ色のクラゲのモンスター。性別は男性。巨大な頭に、6本の伸縮可能な触手を持つ。また、自分のサイズを大きくしたり小さくしたりする能力を有している。触手の先から電撃を飛ばしたり、主人公に夢を見させることもできる。チャプター3の主要な悪役を担う。
キャッチフレーズは、「ボクのたくさんの腕は、より沢山の人を助けるためにあるんだよ!（Having many arms allows me to help a lot many people!）」

### キャプテン・フィドルズ（Captain Fiddles）
チャプター1から登場。性別は男性。研究レポートでは「ケース12G」と呼ばれる。胸に目がついており、下顎には2本の鋭い歯がある。主要キャラだが、ゲーム内ではそれほど大きな役割は担っていない。壁画に描かれるキャラクターの内では、最も身長が小さい。
スティンガー・フリンの夢の中で座った人間の胴体の高さに近い大きさと確認されており、通常の人間と比べてかなり小柄である。
木登りや移動が非常に上手。また、幼児と同程度の知能を有しており、基本的な算数の問題を解くことができ、幼児の行動を真似することもできる。人語を喋ることはできず、壁には「Ooga Booga!」という鳴き声のようなものが描かれている。
キャプテン・フィドルズの描写は、支配時の姿とほぼ同じような色をしていて、通常時は静脈の描写がないことが唯一の違い。支配を受けている様子はゲーム本編では直接描写されない。

### スロー・セリーヌ（Slow Seline）
チャプター2から登場。普段はとてもゆっくりとした動きだが、動く人間を発見すると、異常な速度で襲いかかる。チャプター4で、シェリフ・トードスターに逮捕されており、「王国の正門付近で逮捕され、それ以来ずっと殻に閉じこもったままだ」とアナウンスされている。
キャッチフレーズは「私は遅いかもしれませんが、困っている人がいたらすぐに助けます！（I may be slow, but I am quick to help anyone in need! ）」。

### ナブナブ（Nabnab）
チャプター2から登場。性別は男性。目が3つ、足が4本ある青いクモ型のキャラクターで、壁や天井を歩くことができる。他キャラクターたちからは「いたずら者」と呼ばれ、あまり良好な関係とは言えない。タイトル画面の壁画でも一人だけ左端に描かれるなど、孤独なキャラクターだが、チャプター3ではナブナリーナが現れ、一緒に帰ってゆく。普段は非常に攻撃的だが、自分と似ている存在には同情的。
また、バンバンと対照的なキャラクターとして描かれている。
- ナブナブのスペル（Nabnab）はバンバン（Banban）を逆から綴ったもの
- 身体の色がナブナブは青でバンバンは赤
- パーティーハットがナブナブは白黒でバンバンはカラフル
- ナブナブは孤独だがバンバンは友達が多い
- 変異時の目がナブナブは黒でバンバンは白など

唯一の共通点は、ふたりとも常に舌を外に出している点。
チャプター4ではバンバンと接戦を繰り広げるが、バンバンが倒れた後にナブナブの背中には他のキャラクターにはある縫い目がないことが確認されている。
ダダドゥー卿に支配されなかった数少ないモンスターの 1 体である。
キャッチフレーズは「僕みたいに友達がいなくて惨めでも大丈夫！（It’s okay to have no friends and be miserable like me! ）」。

### ナブナリーナ（Nabnaleena）
チャプター3から登場。ナブナブに似たつがいのようなキャラクターで、性別は女性。頭の左側にリボンをつけている。ナブナブと同様にバンバリーナと対照的に描かれ、色は黒で、リボンは緑色（バンバリーナは色が白で、リボンはピンク色）である。
キャッチフレーズは「誰にでもぴったりの人がいる、探せばいいだけ！（There’s a right somebody for everybody, You just need to look!）」

### シェリフ・トードスター（Sheriff Toadster）
チャプター2では壁の絵だけに現れ、チャプター3から本格的に登場する。性別は男性。クイーン・バウンセリアに使える保安官。
色は茶色がかった灰色で、左胸には黄色の星がついており、また頭には小さな帽子をかぶっている。
名前の「シェリフ」は「保安官」という意味で、また「トード」には「ヒキガエル」という意味もある。
チャプター4のサムネイルにはこのシェリフ・トードスターが使われている。
キャッチフレーズは、「自分がされて嬉しいことは相手にもしてあげよう！敬意を持とう！（Treat others how you would like to be treated! With respect!）」

### クイーン・バウンセリア（Queen Bouncelia）
チャプター3から登場するが、本格的に登場するのはチャプター4以降。巨大な体を持ち、「王国」と呼ばれる場所の玉座に座っている。
クイーン（女王）という通り、壁画では王冠を被り手には王笏のようなものを持っている。また、カンガルー型なので、腹部には育児嚢のようなものがある。腹部の袋の中にはダダドゥ卿やその配下を封じ込めているようで、女王が笑うことによって解き放たれるようだ。
チャプター4で入手できるビデオテープに、バウンセリアの元にビターギグルとシェリフ・トードスターがひざまずいている映像が記録されている。
キャッチフレーズは、「好きなだけ飛び跳ねて構わないけれど、決して結論は出さないように！（Jump as much as you like,but never to conclusions!）」

### シアンフィドルズ（Cyan Fiddles）
チャプター2で登場、性別は男性。彼はキャプテンフィドルズのクルーであり研究室にいる超巨大フィドルズ。力はとてつもない強さを持っており近づくと握りつぶされる。最終的には目玉に大砲を撃ったとき以来は登場していない。

### タマタキ・チャマタキ（Tamataki and Chamataki）
チャプター3から登場。1つの体に2つの頭がついており、それぞれの頭にヘルメットをかぶっている。安全を促す役割を持つキャラクターだったのかもしれない。
向かって左側が亀のタマタキで、右側がカメレオンのチャマタキ。体は亀の甲羅とカメレオンの尻尾でできている。
タマタキのキャッチフレーズは、「僕たちはどこへ行くにも家を持ち歩く！それだけの価値があるよ！（We carry our home wherever we go! It’s turtley worth it!）」。
チャマタキのキャッチフレーズは、「安全の実践が命を救う！どこでも安全を実践しよう！（Practicing safety saves lives! Practice safety everywhere!）」。

### ビターギグル（Bittergiggle）
チャプター4で本格的に登場。研究レポートでは「ケース17」と呼ばれる。左半身は紫色で波型・しかめっ面で足だけが緑色、目の周りは尖った緑色。右半身は緑色・滑らかで笑みを浮かべていて、足は紫色、目の周りは丸い紫色。キティサウルスは彼のペット。シェリフ・トードスターとは親友であり、彼とともにクイーン・バウンセリアに使えていた。道化師としての役割を持っていて、シェリフ・トードスターも彼を「道化師」と呼んでいる。チャプター4の主な敵役。
右手は蛇のように見え、彼はそれを使ってプレイヤーを騙し、攻撃する。彼と色違いの実験道化師たち、つまり彼の別バージョンが存在し、ビターギグルは独白の中で彼らを「家族」と呼んでいる。タマタキ・チャマタキに続く、2人目の非対称キャラクター。
冗談好きで、常に自分のジョークで誰かを楽しませることを考えていて、そのために時々失敗を犯すこともある。明るい性格だが、穏やかで思慮深い一面もある。
ダダドゥ卿に支配されたときの姿は、身体は濃い灰色で、紫色の静脈、目、歯があるが、頭が半分に分かれており、その間が鋭い歯と大きな舌を持つ巨大な口になっている。
チャプター4が正式に公開されるまではファンの間で「ジェスター（Jester）」と呼ばれていた。
キャッチフレーズは、「笑顔ほど大切なものはないよ！どこを歩いていても冗談を言おう！（Nothing is as precious as smiles! Tell a joke wherever you walk!）」
実験道化師は以下の通りの色がいる
緑&ブラウンジェスター
オレンジ&青ジェスター
ピンク&シアンジェスター
青&黄ジェスター
黄&バイオレットジェスター
ライム&バイオレットジェスター
緑&コーラルジェスター
がいる。彼らは何かしらの身体パーツが欠損しており不完成な状態である。

### キティサウルス（Kittysaurus）
チャプター4で登場。ビターギグルの忠実なペットで、意外にも女性。一見柴犬や狐のような見た目に見えるが、原型は猫とティラノサウルス。空っぽの白い目と鋭い歯を持つ。毛皮は茶色とオレンジ色で、足、口、爪などは白。
チャプター4ではプレイヤーを追いかけ、突進してくるが、非常に知能が低いようで、壁に頭をぶつけて意識を失う。またチャプター4の最後では、ジバニウムの樽に落ちて突然変異したオピラ・チックスに攻撃を受ける。
壁には「友達に向かってニャー！敵に向かって吠えろ！(Meow at friends!Roar at the face of enemies!)」と書かれている。
チャプター7で、捕まってシティンジョンで眠っている。
彼女との戦闘と、タマタキ・チャマタキとの戦闘シーンにおいて、「ジュラシック・ニャー」という曲がかかっている。

### ダダドゥ卿（Sir Dadadoo）
チャプター6から登場。男性。紫のネクタイをし、鋭い8本の牙をもち、目や足がない暗い灰色のヒルのモンスター。紫の手袋をしている。クイーン・バウンセリアの袋の中に閉じ込められており、ビターギグルの冗談でクイーンが笑ったことで袋から解き放たれた。いたずらっ子達を従えており、プレイヤーたちから女王の王笏を奪い取る。キャラクターたちの意識を乗っ取り、支配する力を持っている。彼に支配されたものは、皮膚がダダドゥ卿と似た灰色に変化する。
バウンセリアの袋に閉じ込められる前は王国に住んでいたようで、反乱の時は王国側にいた。計画が失敗した後も、彼はバウンセリア女王から盗んだ王笏を使って、キャラクターたちの心を堕落させ始めた。最終的に、王国のメンバーは王笏を取り戻し、それを使ってダダドゥー卿を王笏と共にバウンセリア女王の袋に封印することに成功した。
彼は強力で危険な敵であり、強力な軍隊でかつての仲間たちに恐怖を与えることで喜びを得ようとしている。彼は狡猾で冷酷で、征服のために他者を殺すこともいとわない。
彼の壁に描かれた絵は一箇所しかない。
キャッチフレーズは「成長するとは、ヒルにはいろんな形や大きさがあると気がつくことだ（Maturing is realizing leeches come in all shapes and sizes.）」

### シリンジョン（Syringeon）
チャプター7で登場、チャプター7で主要な役割を担う。危険な外科手術を行うために作られた。全身が鮮やかなチェリー色をしており、シュモクザメと似た頭の形をしている。シティンジョンというエリアを、市長として支配している。 4 本の腕を持ち、それぞれの腕の先には特殊なツールが接続されている。ケース 4B (ジバニウムシティズン) のクローンを作成して外科手術のスキルを磨いている。
非常に支配的、独裁的である。シティンジョンのルールでは、市長（シリンジョン）は市内の誰でもいつでも、どんな理由であろうとも合法的に逮捕、誘拐、処刑することが可能である。これらのルールは、多くの場合、手術のために被験者とアシスタントを集めるために使用されるが、彼らがシリンジョンの期待よりも無能だと判断された場合、シリンジョンは簡単に彼らを「再利用」する。
施設の下層階に閉じ込められていたため、人間に対して強い嫌悪感を抱いている。
ダダドゥ卿とは昔からの顔見知りのようで、女王の王笏の最後のピースをもっていた。
キャッチフレーズは、「誰かの傷付いた心の外科医になろう!（Be the surgeon to someone's broken heart!）」

### ミスター・カボブマン（Mr.Kabob Man）
金属製のマネキンのようなロボットで、目が交差しており、腕には 2 本の金属棒、脚には 2 つの車輪が付いている。普段は機能しないが、バンバンと揃いのパーティーハットをかぶせると、動き出す。
このパーティーハットはタマタキとチャマタキを倒すことで入手でき、背中のボタンを押すと声を発するようになる。この声を利用して、オピラ・バードとタルタ・バードの罠を破ることができる。
前に進むたびに、「行儀よくしないと出禁になるぞ！」「膵臓を渡せ！」「一羽の鳥に石三枚！」の内ランダムな言葉を喋る。
キャッチフレーズは「どんな犠牲を払っても自分らしくいなさい！私とは違って！（Be gourself no mattei the cost, unlike me!)」

### タルタ・バード（Tarta Bird）
チャプター3から登場する水色の鳥で、性別は男性。オピラ・バードとは番でオピラ・チックの父親。子供を守るためにプレイヤーを攻撃してくる。
キャッチフレーズは、「大切な人を守ろう！彼らは同じようにあなたを愛し返してくれるよ！（Protect gour loved ones! Theg love gou back the samn!）」

### ラマンバ（Ramanba）
チャプター0から登場するヤギとヘビを合体したキメラで、性別は不明。彼は8mもある体でありバンバン達を食べようとしたがバンバンがフェラル化して目玉にダイブされ死んだ。彼がまだ生きている可能性はありチャプター8で戻ってくるかもしれないキャラクターである。

### トリュフルート（Truffletoot）
チャプター0から登場する紫色のキノコで、性別は男性。抱っこをしてあげると嬉しがる。暗いところに行くとキノコ部分が光る胞子を持っている。彼はチャプター8で戻って来るかもしれないキャラクターである。

### ゾルフィウス（Zolphius）
チャプター2から登場する月のような見た目で、性別は男性。スティンガーフリンの精神世界にも出てくる。彼はチャプター3で隠されたビデオテープを使うことによりゾルフィウスが出現し、スペイン語で「ごめんなさい」と喋りそれ以来は喋っていない。

### ナニー（The Nanny）
チャプター6から登場するバレーダンサーのような豚の姿で、性別は女性。ドローンの電球を取るとき強制的に倒される。ただしこの後は彼女は現れなかった。

### フランボ（Flumbo)
チャプター7に姿のみ登場。本格的な登場はチャプター8だと想定される。性別は男性。　バンバンによく似ているが、バンバンとは違い、パーティーハットをかぶっておらず全身が青い色をしている。また、口と目の近くには、ひげとまつげに似た黄色い模様がある。
チャプター7の終わりに、プレイヤーが壁のバンバンの絵を剥がし、フランボの壁画を発見する。
公式ストアにおいて、彼の名前はFlumboであると確認された。
又、2025年2月21日公開のチャプター0では、最後に主人公がフランボであることが明かされ、バンバンに「かくれんぼの試合が終わったら迎えに来る」とクローゼットの扉を閉められるところで終わり、チャプター8のトレーラーで成長したバンバンがクローゼットの扉を開け、フランボと会い「久しぶりだね」と声をかけられる様子が描かれた。バンバンにラマンバが閉じ込められた扉の真正面に立たされたことについては幼きバンバンはシリンジョンに『再利用』に使われ、バンバンは自分のデータから生み出された悪魔化しない純粋なフランボを育て、成長して処分されることを聞かされ、それを恨んだバンバンにより、処分されようとしていたことを推測できる（バンバンがラマンバを倒したのは一緒に飲み込まれた仲間を救うためと考えられる）

### ブラシスタ（Brushista）
二重関節の腕と脚を持つ、擬人化された黄色のアリクイ。また、絵筆に似た尻尾を持つ。尻尾は黄色に 2 本の灰色の縞があり、先端は青い涙型の形になっている。また、長い鼻先から青い舌が出ており、青い耳を持っていて、黒いベレー帽をかぶっている。 The Underground Familyの壁の背後に現れる。本編に直接は登場していない。映画監督であることがわかっており、監督作品は 8 本ある。
- The Lick of '78（1978年のリック）
- Lost in the Zumbo Sauce（ズンボソースに溺れる）
- EGG（卵）
- The Button of Death: Part II（死のボタン：パート II）
- The Hour of Banbanningバンバンニングの時）
- Flumbo & Friends（フランボと仲間たち）
- Trojan Tarta（トロイのタルタ）
- Honey, The Baby is........（ハニー、赤ちゃんは……）

キャッチフレーズは「人生はキャンバスのようなもの。小さなミスひとつですべてが台無しになる！（Life is like a canvas. One small mistake and it's all ruined!）」

### ベニト（Benito）
チャプター5に登場するジバニウムモンスターで、性別は不明。ベニト(Benito)はファンメイドの名前であり、未だ公式名が出ていない。
1. ↑  “Garten of Banban Wiki” (英語). Garten of Banban Wiki. 2025年1月18日閲覧。
2. ↑  “Steam：Garten of Banban”. store.steampowered.com. 2025年1月18日閲覧。
3. ↑  “Garten of Banban - Google Play のアプリ”. play.google.com. 2025年1月18日閲覧。
4. ↑  “Characters” (英語). Garten of Banban Wiki. 2024年12月29日閲覧。
5. 1 2  “Captain Fiddles' Crew” (英語). Garten of Banban Wiki. 2025年3月22日閲覧。
6. ↑  “幼稚園で『人食いキメラ』に追われるホラーゲームが怖すぎた”.   YouTube. 2025年3月1日閲覧。